# 김정관 (1959년)
김정관(金正官, 1959년 8월 13일 ~ , 부산)은 대한민국의 공무원이다.

## 학력
- 경남고등학교 졸업
- 서울대학교 경영학 학사
- 서울대학교 대학원 경영학 석사
- 카이스트 대학원 공학 석사
- 일리노이대학교 대학원 경제학 석사

## 경력
- 제24회 행정고시 합격
- 동력자원부 차관 비서관
- 동원자원부 국제협력과(사무관)
- 동원자원부 자원정책과(사무관)
- 통상산업부 창업지원과(서기관)
- Organization for Economic Cooperation and Development (OECD) / International Energy Agency (IEA) 국제에너지기구 (파견)
- 산업자원부 전력산업구조개혁단 제도정비팀장
- 산업자원부 무역투자실 수입과장
- 산업자원부 전력산업구조개혁단 구조개혁팀장
- 산업자원부 전기위원회 총괄정책과장
- 대통령직 인수위원회(파견)
- 산업자원부 자원정책과장(부이사관)
- 산업자원부 국가균형발전위원회 클러스터국장
- 산업자원부 지역산업균형발전기획관(고위공무원)
- 지식경제부 에너지자원개발본부장
- 지식경제부 에너지산업정책관
- 지식경제부 에너지자원실장
- 지식경제부 제2차관(정무직공무원)
- 서울대학교 에너지자원공학과 초빙교수
- 경제자유구역위원회 부위원장
- 법무법인 태평양 고문
- 한국무역협회 상근부회장
- 법무법인(유한) 태평양 고문
- 2021년 3월 ~ 2024년 3월 : SK이노베이션 사외이사
- SK이노베이션 전략·Risk 관리위원회 위원
- SK이노베이션 투명경영위원회 위원장